# Omerta (maffia)
De omerta (in het Italiaans 'omertà') is de geheimhoudingsplicht in de erecode van de Italiaanse georganiseerde misdaad, zoals de Siciliaanse maffia, de Napolitaanse camorra of de Calabrese 'Ndrangheta. Deze geldt voor de maffialeden zelf, maar ze wordt veelal ook verwacht van buitenstaanders en potentiële getuigen van maffiamisdrijven.
Spijtoptanten (personen die de omerta verbreken) worden ook wel pentiti genoemd. Zij moeten rekening houden met dodelijke vergeldingsacties. De juridische benaming voor een pentito is collaboratore di giustizia. Een collaboratore heeft toegestaan samen te werken met justitie in ruil voor strafvermindering en bescherming van de Italiaanse staat.
Joe Valachi was de eerste persoon die het waagde de omerta te doorbreken, toen hij openbaar over het bestaan van de maffia sprak. Hij deed dit voor het toenmalige Amerikaans Congres. Sindsdien zijn meer leden hem gevolgd zoals Henry Hill, Jimmy Fratianno beter bekend als Jimmy the Weasel, en Tommaso Buscetta. Buscetta voelde zich verraden door maffiabaas Toto Riina en gaf veel maffiageheimen door aan onderzoeksrechter Giovanni Falcone. Door de getuigenissen van Buscetta wist Falcone via een megaproces een hoop kopstukken van de maffia achter de tralies te laten verdwijnen. Giovanni Falcone werd vervolgens door de maffia vermoord vanwege het overtreden van de omerta.
De term wordt soms gebruikt in de lossere betekenis van "hardnekkig zwijgen".

## Etymologie
Volgens de Oxford English Dictionary vindt dit woord zijn oorsprong in het Spaanse "hombredad" (mannelijkheid) dat op zijn beurt weer afkomstig is van het Siciliaanse "omu" (man). Een andere theorie beweert dat het afkomstig is van het Latijnse "humilitas" (nederigheid), dat vervormd werd tot "umirtà" en uiteindelijk "omertà", hoewel dit laatste wordt tegengesproken door de eerste parlementaire commissie Antimafia van het Italiaans parlement.